# Rasoul Sadrameli
Rasoul Sadrameli (persan : رسول صدرعاملی), né le 12 décembre 1953 à Ispahan, est un réalisateur, scénariste et producteur de cinéma iranien.

## Biographie
Le directeur général de Milad Film (créée en 1979, la première société de distribution et de production de films iraniens après la révolution) a commencé sa carrière de journaliste à l'âge de 17 ans. Il a été membre de l'Association du clergé militant. Il a collaboré avec le journal Ettela'at en tant que reporter, rédacteur d'articles et éditeur du service événementiel, puis en tant qu'éditeur du service parlementaire. Il a étudié la sociologie à l'université Paul Valéry de Montpellier, en France. Il a commencé ses activités professionnelles dans le cinéma en produisant un film intitulé Khunbarash (fa) d'Amir Ghavidel (fa) en 1981. Ce film est le premier projet cinématographique après la révolution.

## Filmographie
- 1982 : Rahayi (fa) (رهایی)
- 1985 : Golhaye Davoudi (fa) (گل‌های داوودی)
- 1987 : Payizan (fa) (پاییزان)
- 1993 : Ghorbani (fa) (قربانی)
- 1995 : Symphoni-e Tehran (fa) (سمفونی تهران)
- 1999 : Dokhtari ba kafsh-haye-katani (fa) (دختری با کفش‌های کتانی)
- 2002 : Man, Taraneh, panzdah sal daram (من، ترانه ۱۵ سال دارم)
- 2005 : Dishab babato didam, Aida (fa) (دیشب باباتو دیدم آیدا)
- 2007 : Har shab, tanhayi (fa) (هر شب تنهایی)
- 2008 : Shab (fa) (شب)
- 2009 : Dar Entezare Mojeze (fa) (در انتظار معجزه)
- 2010 : Zendegi Ba Cheshman-e Baste (fa) (زندگی با چشمان بسته)
- 2019 : Sale dovom daneshkadeh man (fa) (سال دوم دانشکده من)